# Raoul Dussol
Pour les articles homonymes, voir Dussol.
 (janvier 2018).
Si vous disposez d'ouvrages ou d'articles de référence ou si vous connaissez des sites web de qualité traitant du thème abordé ici, merci de compléter l'article en donnant les références utiles à sa vérifiabilité et en les liant à la section « Notes et références ».
Raoul Dussol est un sculpteur français, né le 10 juillet 1879 à Montpellier et mort le 7 octobre 1971 à Sanary-sur-Mer.

## Biographie
Raoul Dussol naît dans une famille bourgeoise cultivée. Son père, l’avocat Eugène Dussol, avait épousé une demoiselle Eugénie Creuzé. Son grand-père, Charles Dussol, était ingénieur civil et son arrière-grand-père, Jean Dussol, docteur en médecine. Il épouse Gabrielle Desmazes le 27 septembre 1906 à Auch (Gers).
En 1907, fondateur de l’usine de Font Carade à Montpellier, il reprend le flambeau de la faïencerie délaissée à la fin du XVIIIe siècle et remit au goût du jour les faïences à l'ancienne. Il possède les estampes originales des derniers ateliers de Montpellier. Il est rejoint en 1945 par Paul Artus (1914–2007).
En 1912, Raoul Dussol est élu au conseil municipal de Saint-Nazaire-de-Pézan dans le canton de Lunel où son grand-père Charles Dussol et sa mère Eugénie Creuzé possédaient des propriétés.
En 1926, l’annuaire de l’Hérault note qu’il a ouvert une académie de peinture, sculpture, arts décoratifs et cours de croquis gratuits au no 3 quai de Sauvages à Montpellier. Dussol y assurait les cours de modelage et de sculpture, Rudel la peinture et le dessin, Anglas l’art décoratif. 
Il aurait repris l’atelier d’Auguste Baussan. Dans les années 1960, son atelier était situé au quai Laffite à Montpellier.

## Œuvres dans les collections publiques
- Montpellier :
  - église Saint-François de la Pierre-Rouge, enclos Saint-François : Vierge à l’Enfant, 1909, statue du pilier central.
  - Institut national d'études supérieures agronomiques : Monument à Camille Saintpierre, 1885, buste.
  - square de la Tour des Pins : Monument à Auguste Baussan, 1911, statue et médaillon en pierre.
- Saint-Félix-de-Lodez : Monument aux morts, 1923.
- Saint-Just : Monument aux morts, 1923.
- Saint-Nazaire-de-Ladarez  : Monument aux morts, 1923.
- Saint-Nazaire-de-Pezan : Monument aux morts, 1922. Raoul Dussol a fait don de cette œuvre au village dont il était un ancien conseiller municipal.